# 莊士哲

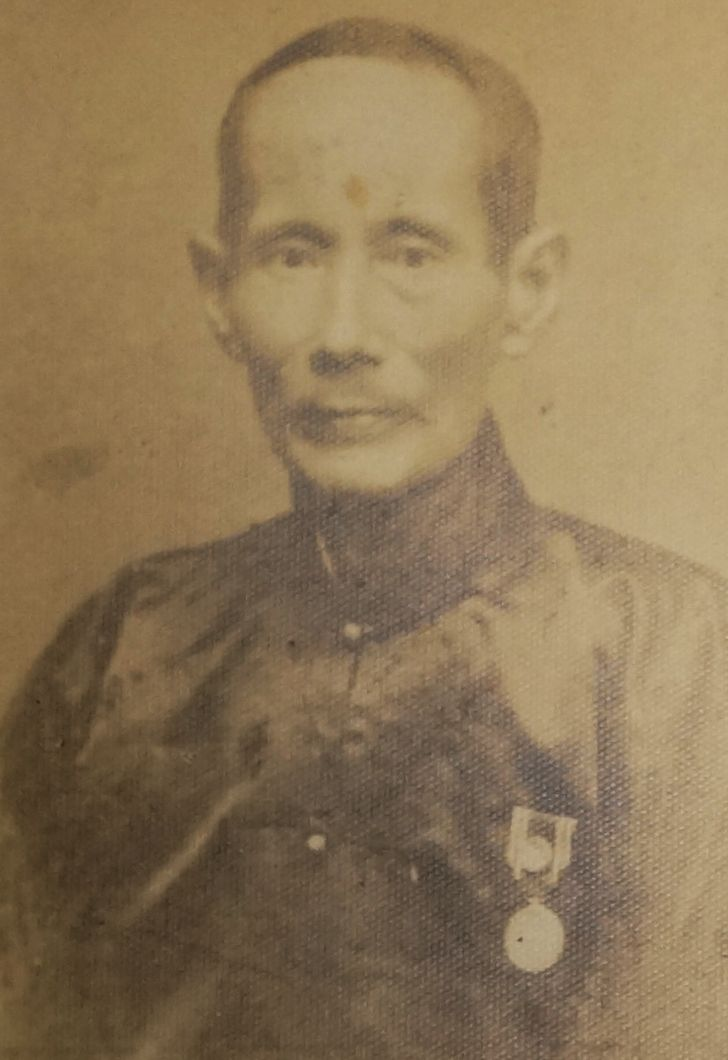
莊士哲肖像

莊士哲（1853年1月29日—1919年7月25日），字孫賢，號仰山，臺灣彰化縣鹿仔港堡（今鹿港鎮）人，原籍福建泉州府晉江縣，清代生員，臺灣日治時期始出任鹿港區長。

## 生平
莊士哲生於咸豐二年十二月廿一日（1853年1月29日），弱冠時補博士弟子員，後成為廩生，曾在磺溪書院及白沙書院擔任教職，詩人施梅樵、許夢青皆為其徒弟:187:85。
乙未戰爭爆發，日軍抵達鹿港時，莊士哲代表民眾向日方輸誠，同時「徵餉募丁」:204:3，舉辦鹿港保良局:188。1898年任辦務署參事，1902年為鹿港區長:204。任公職期間，見到鹿港港口淤積，不復繁華之情景，乃「通匝道於彰化」，興設交通。另有疏浚圳路、建造學校之舉動，於1902年獲臺灣總督府頒贈紳章:204-205:3:188。其亦擔任臨時臺灣舊慣調查會第一部囑託（特聘人員）、鹿港衛生組合長、鹿港公學校（今鹿港國小）學務委員等職務，並經營度量衡販賣業，參加鹿苑吟社:188。
1919年7月25日過世，施梅樵作有〈哭莊仰山夫子〉一詩悼念。

## 家庭
莊士哲原籍晉江，曾祖莊可華前往臺灣後經商於麥寮，其父莊瓊輝，母洪太安人，排行長子。莊瓊輝因麥寮地處偏僻，遷居鹿港開設郊商「謙勝行」:187。
莊士哲之妻為施烏緞，受封孺人，生5子4女，長子莊垂訓（名嵩，號太岳）畢業於臺中師範學校（今國立臺中教育大學）；次子莊垂裕畢業自國語學校；三子莊垂芳農業試驗場畢業；四子莊垂勝明治大學政治經濟科畢業；五子莊垂慶中國大學畢業。長女莊賽金；次女莊富；三女莊振治；四女莊美:188。